# Kamínia (Milos)
Kamínia (grec moderne : Καμίνια) est une localité située dans le dème de Milos, dans le district régional de Milos, dans la périphérie d'Égée-Méridionale, en Grèce.
Selon le recensement de 2021, elle compte 6 habitants.